# プティ・パレ (ジュネーヴ)
美術館、プティ・パレ（Petit Palais）は、スイスのジュネーヴにある私立の美術館である。印象派やポスト印象派の絵画、彫刻作品、素描などのコレクションを収蔵している。1968年に開館し、1998年に閉館したが、収蔵作品は「Les amis du Petit Palais」として、他の美術館の貸し出されて展示されている。
チュニジア、スース生まれのスイスの実業家オスカー・ゲーズ (Oscar Ghez: 1905-1998) は、私邸のスペースに近代美術品のコレクションを展示するために、1968年に美術館を設立した。建物はジュネーブの建築家 Samuel Darierの設計による第二帝政様式のもので1962年に建設された。1967年に地下などにスペースが拡張され、地下部は作品の保管室としてして使われている。美術館のコレクションは1870年から1930年までの絵画、彫刻、素描からなり、特に印象派や「エコール・ド・パリ」の画家たちの作品からなっている。
設立者が亡くなった後、1998年に美術館は閉館された。設立者の甥が2000年から2005年の間、施設を管理した。収蔵品はスイス国内、国外の美術館に貸し出されている。

## コレクション

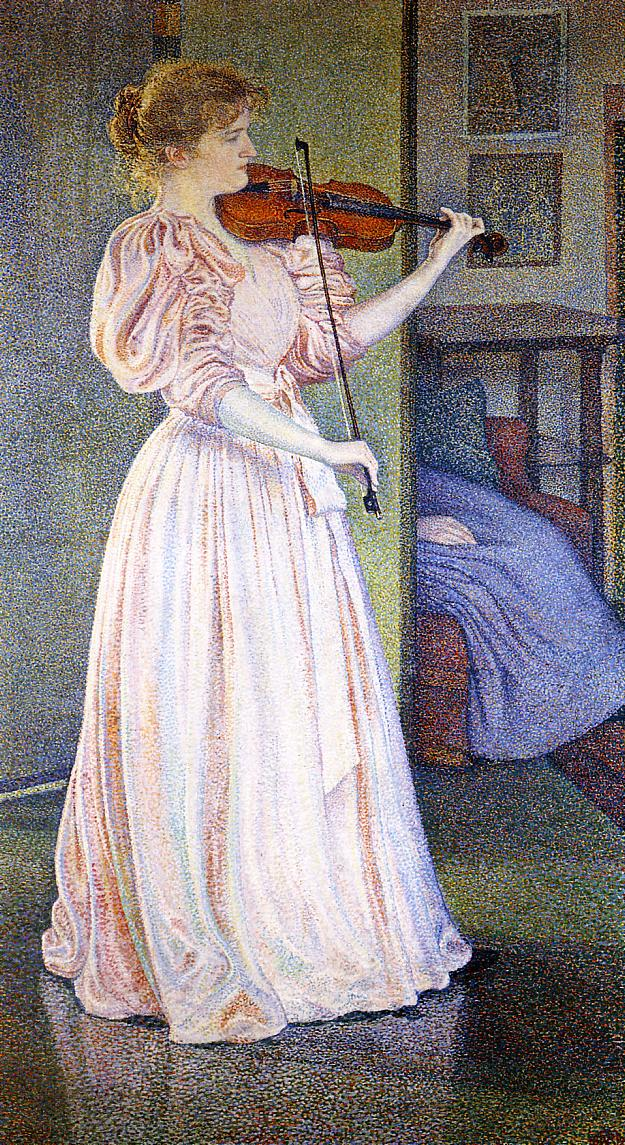
「イルマ・セテの肖像」(1894) テオ・ファン・レイセルベルヘ
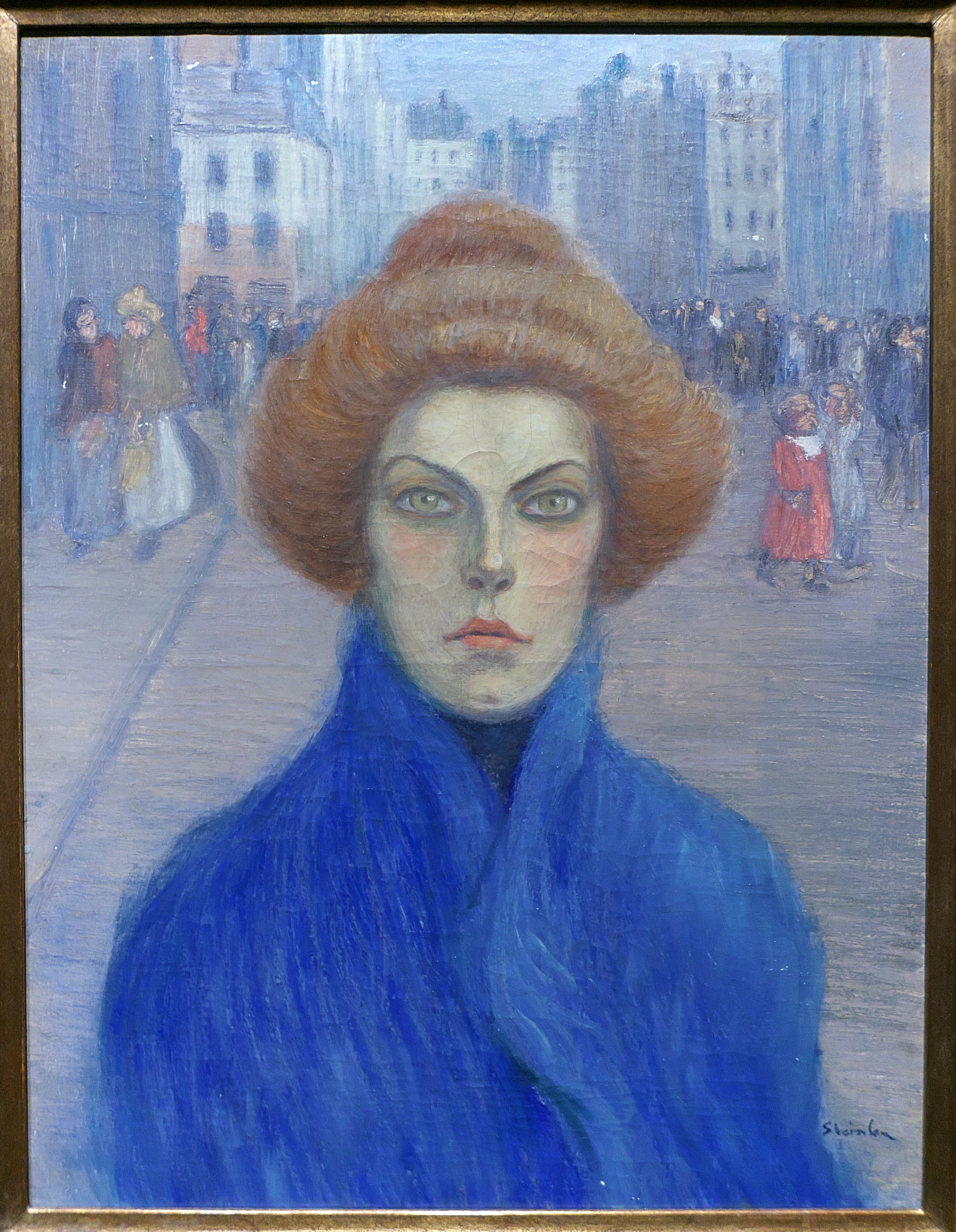
"De regreso al hogar" (1897) テオフィル・アレクサンドル・スタンラン
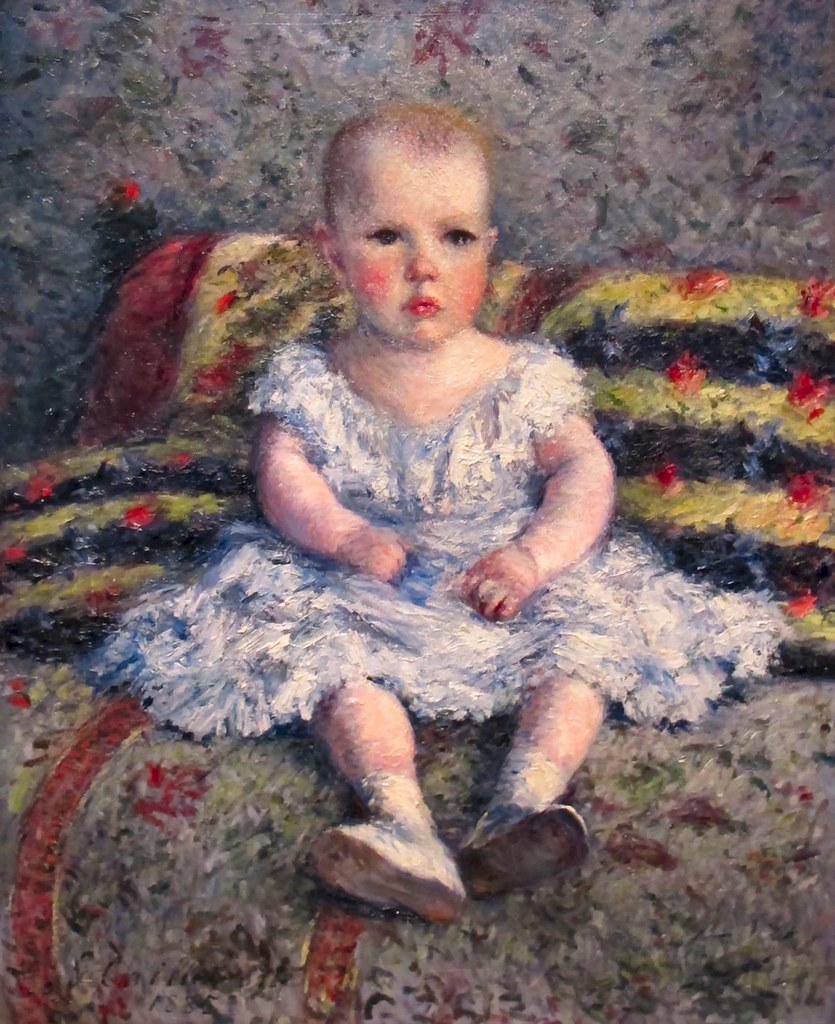
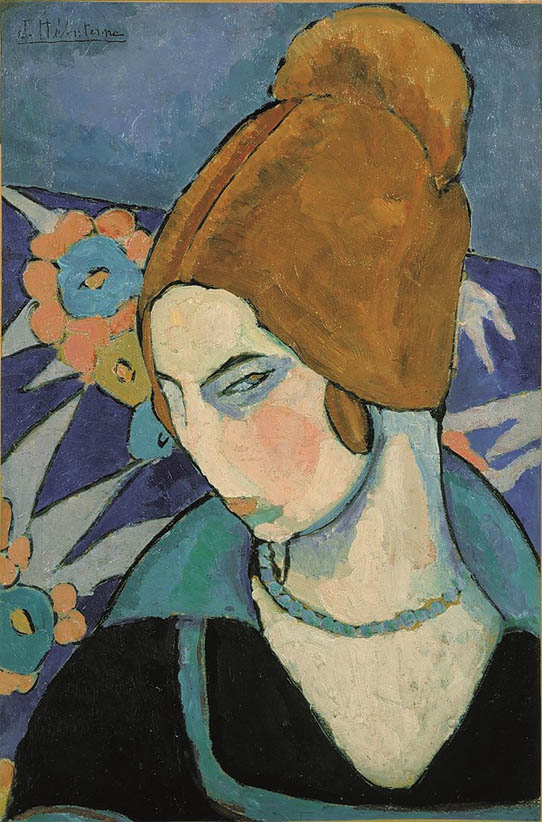
自画像 (1916) ジャンヌ・エビュテルヌ

- 子供のモーリス=ユゴーの肖像(1885) 
ギュスターヴ・カイユボット
- 自画像 (1916) 
 ジャンヌ・エビュテルヌ

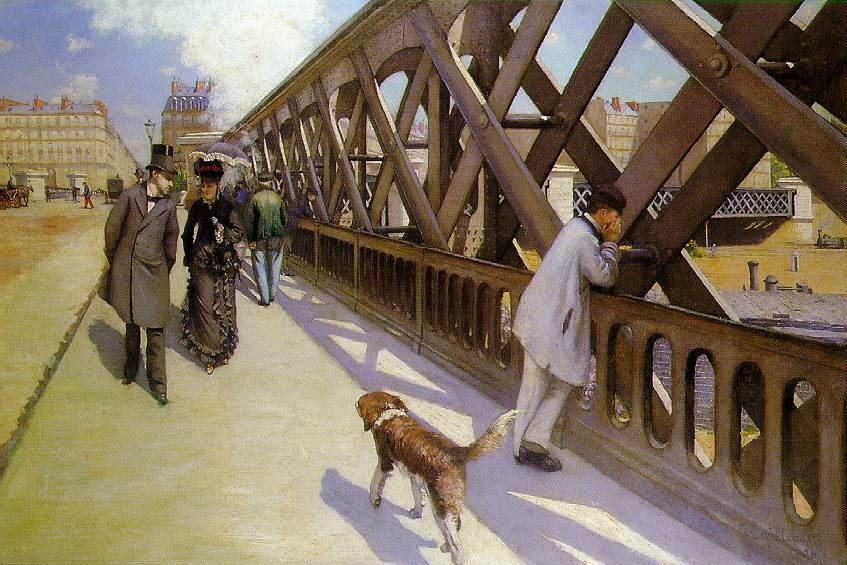
「ヨーロッパ橋」(c.1876) ギュスターヴ・カイユボット
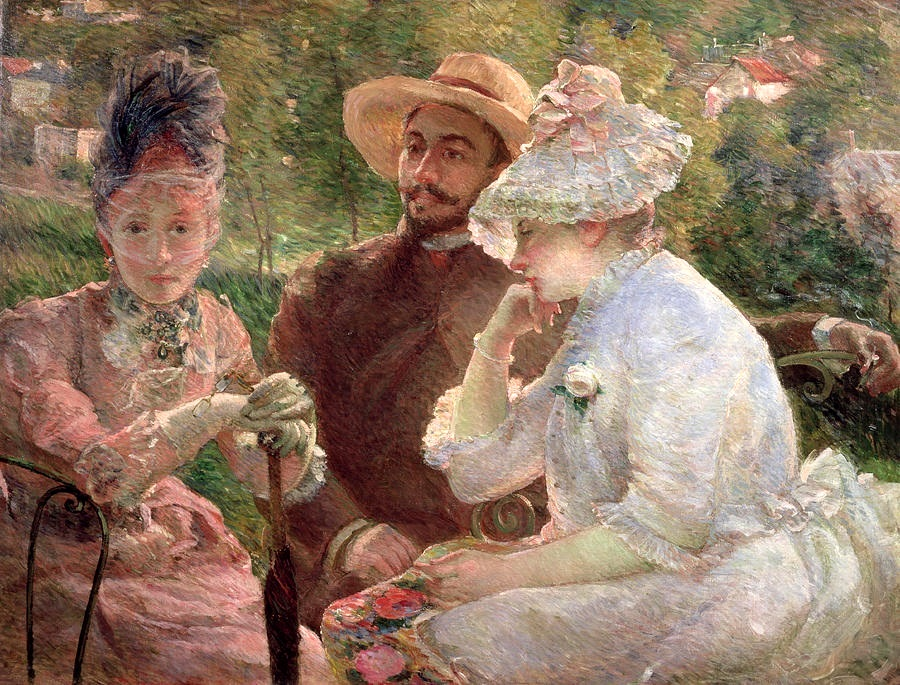
「セーヴルのテラスにて」(1880) マリー・ブラックモン
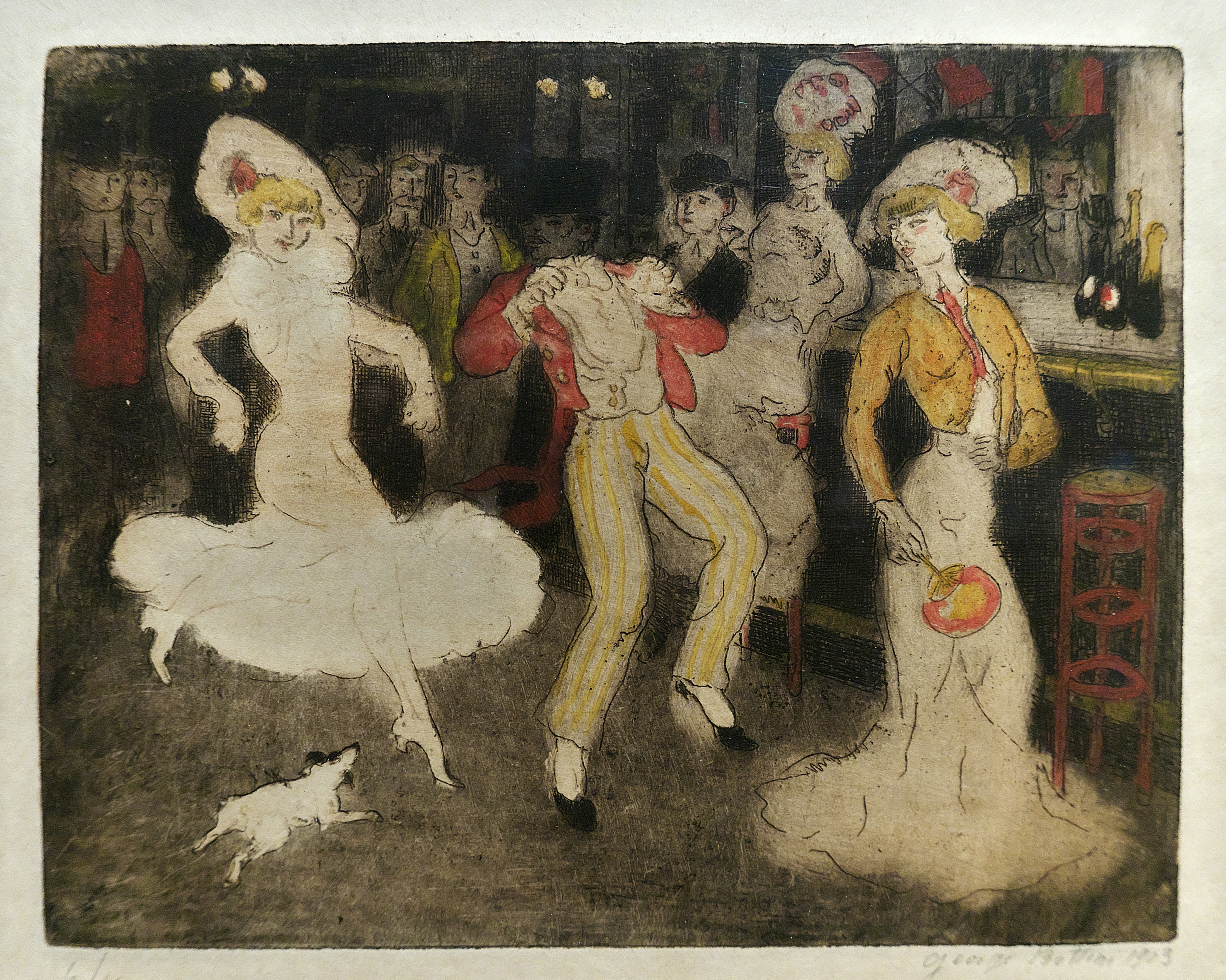
バルでのケークウォーク(1905) George Bottini